# Courtney Thompson
Courtney Lynn Thompson (Bellevue, 4 de novembro de 1984) é uma jogadora de voleibol dos Estados Unidos que competiu nos Jogos Olímpicos de 2012.
Em 2012, ela fez parte da equipe americana que conquistou a medalha de prata no torneio olímpico.
Passou a integrar a equipe Rexona-Ades na temporada 2015/16.